# Вязы (Тверская область)
Вязы — деревня в Торопецком районе Тверской области. Входит в состав Кудрявцевского сельского поселения.

## История
На топографической карте Фёдора Шуберта 1861—1906 годов обозначена деревня Вязы. имела 5 дворов.
На карте РККА 1923—1941 годов обозначена деревня Вязы. Имела 10 дворов.
До 2005 года деревня входила в состав ныне упразднённого Лужницкого сельского округа.

## География
Расположение
Деревня расположена в юго-западной части района. Находится в 30 км (по автодороге — 37 км) к северо-западу от районного центра Торопец. Ближайшие населённые пункты — деревни Беляево и Выдры.
Климат
Деревня, как и весь район, относится к умеренному поясу северного полушария и находится в области переходного климата от океанического к материковому. Лето с температурным режимом +15…+20 °С (днём +20…+25 °С), зима умеренно-морозная −10…−15 °С; при вторжении арктического воздуха до −30…-40 °С.
Среднегодовая скорость ветра 3,5—4,2 метра в секунду.
Часовой поясДеревня Вязы, как и вся Тверская область находится в часовой зоне МСК (московское время). Смещение применяемого времени относительно UTC составляет +3:00.

## Население
| 2010 |
| ---- |
| 20   |

В 2002 году население деревни составляло 29 человек. 
Национальный состав
Согласно результатам переписи 2002 года, в национальной структуре населения русские составляли 100 % от жителей.